# Trichoscarta curvatiformis
Trichoscarta curvatiformis är en insektsart som beskrevs av Victor Lallemand 1939. Trichoscarta curvatiformis ingår i släktet Trichoscarta och familjen spottstritar. Inga underarter finns listade i Catalogue of Life.